# Zil Çalınca
Zil Çalınca (Eng: As the bell rings) (Sve: När Klockan Ringer) er en tyrkisk serie produceret af Disney Channel Tyrkiet, Den vises på Disney Channel.

## Handling
Serien handler om hvad de unge laver i frikvarteret, og det viser sig at løser problemer for sig selv, og for deres venner. Denne serie var og den første serie Når klokken ringer, der er både lavet i Tyskland, Italien, Spanien, Australien, USA og Sverige.

## Figurer
- Metehan - Turhan Cihan Şimşek
- Merve - Elif Ceren Balıkçı
- Ada - Merve Hazer
- Duygu - Miray Daner
- Korcan - Emir Çalıkkocaoğlu
- Aslı Aylin Üskaya
- Acar - Lorin Merhart
- Tanıl - Berkay Mercan
- Nisan - Yağmur Yılmaz
- Sarp - Fırat Can Aydın